# 愛の記憶はさえずりとともに
『愛の記憶はさえずりとともに』（原題：Birdsong）は、2012年にイギリスのBBCで放送されたテレビドラマ。原作はセバスチャン・フォークスの1993年の戦争小説『Birdsong』。主演はエディ・レッドメイン、クレマンス・ポエジー。アビ・モーガンの脚本をフィリップ・マーティンが監督した。
ワーキング・タイトル・フィルムズが製作し、イギリスでは2012年1月にBBC Oneで、アメリカでは2012年4月にPBSで放送された。日本では2016年2月にWOWOWで放送。

## キャスト
※括弧内は日本語吹替
- スティーヴン・レイスフォード – エディ・レッドメイン（福田賢二）
- イザベル・アゼール – クレマンス・ポエジー（高橋理恵子）
- ルネ・アゼール – ローラン・ラフィット（フランス語版）
- ジャンヌ – マリ＝ジョゼ・クローズ（木下紗華）
- グレイ大尉 – マシュー・グッド
- ウィア – リチャード・マッデン（相原嵩明）
- ジャック・ファイアブレース – ジョゼフ・マウル（関貴昭）
- ティッパー – トーマス・ターグーズ（英語版）
- ブレナン – ローリー・キーナン
- ショー – ダニエル・セルクェイラ
- バーン – マシュー・オーブリー

## 制作史
ワーキング・タイトル・フィルムズが小説の映像化権を長年所有していたが、2007年にセバスチャン・フォークスがジェームズ・ボンドシリーズの小説を執筆した後に、映像化の計画が進行中であることが伝えられた。脚本にはアンドリュー・デイヴィスの名前が挙がっていたが、2007年９月、アビ・モーガン脚本、監督はジャスティン・チャドウィックで、2008年に撮影が行われると発表された。最終的には、フィリップ・マーティンが監督を務めた。
戦争のシーンはハンガリーのGyúró近郊で撮影され、その撮影の跡はGoogle マップでも確認することができる。